# Port lotniczy Gaja
Port lotniczy Gaja, Gaya Airport (IATA: GAY, ICAO: VEGY) – port lotniczy położony w Gaja, w stanie Bihar, w Indiach.

## Linie lotnicze i kierunki lotów
| Linie lotnicze                | Kierunki                              |
| ----------------------------- | ------------------------------------- |
| Air India                     | Kolkata, Nowe Delhi, Rangun, Varanasi |
| Druk Air                      | Paro                                  |
| Myanmar Airways International | Rangun                                |
| Pacific Airlines              | Hanoi                                 |
| Thai AirAsia                  | Bangkok-Don Muang (od 3 grudnia 2018) |
| Thai Smile                    | Bangkok-Suvarnabhumi, Varanasi        |